# Psychotria tomentella
Psychotria tomentella är en måreväxtart som först beskrevs av Spencer Le Marchant Moore, och fick sitt nu gällande namn av Daniela Cristina Zappi. Psychotria tomentella ingår i släktet Psychotria och familjen måreväxter. Inga underarter finns listade i Catalogue of Life.